# Riu Talas
El riu Talas o Taraz és un riu del Kirguizstan i el Kazakhstan. Està format per la unió del Karakol i l'Utxkoixa, que corren cap a la serralada Kirguís i el Talas Alatau. Passa per la ciutat de Taraz a la regió de Jambil al Kazakhstan i desapareix abans d'arribar al llac Aydyn.
A la seva vora s'hi va lliurar el 751 l'anomenada batalla del Talas.